# Sotiris Kaiafas
Sotiris Kaiafas (sinh 17 tháng 12 năm 1949 tại Mia Milia, Nicosia) là một cựu cầu thủ bóng đá đảo Síp, chơi ở vị trí tiền đạo, từng thi đấu cho câu lạc bộ AC Omonia Nicosia và đội tuyển Síp và giành được Chiếc giày vàng châu Âu. Ông được xem là cầu thủ Síp xuất sắc nhất trong lịch sử và là một trong hai vận động viên xuất sắc nhất Síp thế kỉ 20.
Sinh năm 1949, ban đầu Kaiafas chơi cho đội bóng trẻ của làng Mia Milia, có tên là Proodos. Năm 1965 ông gia nhập Omonia và năm 1967 ông có trận đầu tiên ở đội chính của Omonia khi mới 16 tuổi. Không lâu sau Kaiafas đã trở thành một trong những tiền đạo xuất sắc nhất mà Omonia từng có.
Đến đầu thập kỉ 1970 là lúc Kaiafas thể hiện tài năng. Mùa bóng 1971-72, ông đoạt danh hiệu Vua phá lưới của Síp đầu tiên với 12 bàn thắng, góp công giúp Omonia có được danh hiệu vô địch quốc gia thứ ba.
Kaiafas, cũng như các ngôi sao người Síp khác như Andreas Stylianou, Panicos Efthymiades và Leonidas Leonidou, được các cổ động viên ngưỡng mộ. Đó là thời gian mối quan hệ giữa cầu thủ và cổ động viên rất gần gũi, cầu thủ chơi trên các sân đất có lẫn sỏi chứ không phải sân cỏ và các cầu thủ chỉ nhận những khoản thù lao ít ỏi từ câu lạc bộ.
Một biến cố đến với Síp năm 1974 khi xảy ra cuộc xâm lược Síp của Thổ Nhĩ Kỳ và người Thổ chiếm đóng phần bắc nước Síp, trong đó có ngôi làng Mia Milia của Kaiafas. Kaiafas cùng với 200 000 người Síp gốc Hy Lạp khác mất nhà cửa và trở thành người tị nạn ở phần còn lại của Síp. Ông có thời gian sang Nam Phi với gia đình một năm sau khi nhà cửa bị người Thổ phá hủy, nhưng sau đó ông trở lại quê hương và từ đó tới nay Kaiafas cùng gia đình sống tại thủ đô Nicosia. Ông cũng chơi bóng trong thời gian ở Nam Phi.
Ông là Vua phá lưới của giải hạng Nhất của Síp trong 7 mùa bóng (1973-74, 1975-76, 1976-77, 1978-79, 1979-80, 1980-81 và 1981-82) và ghi được tới gần 300 bàn thắng, lập kỉ lục về số bàn thắng ghi được trong một mùa bóng ở Síp với 44 bàn thắng. Cũng trong thời gian đó, ông cùng Omonia AC giành 6 chức vô địch quốc gia.
Thành tích nổi bật nhất của Kaifas trong mùa bóng 1975-76. Với 39 bàn thắng ghi được ở giải vô địch quốc gia đủ để giúp ông giành danh hiệu Chiếc giày vàng châu Âu và là cầu thủ Síp đầu tiên (cũng là duy nhất đến nay) giành được một danh hiệu cao nhất ở tầm mức châu lục. Ông được Hiệp hội phóng viên Síp bầu là Vận động viên Síp xuất sắc nhất năm 1976 và 1978.
"Giành được danh hiệu Chiếc giày vàng là một trong những ngày hạnh phúc nhất của đời tôi," Kaiafas phát biểu. "Đó là phần thưởng rất đặc biệt đối với bất kì cầu thủ châu Âu nào."
Ngày 7 tháng 11 năm 1979 Kaiafas có một trong những trận đấu xuất sắc nhất trong màu áo Omonia khi ghi 2 bàn trong chiến thắng 4-0 trước một trong những đội bóng hàng đầu châu lục thời đó là Ajax của Hà Lan ở vòng hai Cúp C1 châu Âu (một phần vì đó là trận lượt về, ở lượt đi Omonia đã thua 0-10 tại Amsterdam). Tại Cúp C1 năm đó ông ghi được tổng cộng 6 bàn, là cầu thủ ghi bàn nhiều thứ ba trong giải đấu.
Thành công của Kaiafas ở tầm mức câu lạc bộ không thể hiện được ở tầm mức đội tuyển quốc gia, một phần vì phong cách đá phòng ngự của đội tuyển Síp tại thời kì đó. Một nguyên nhân nữa là việc ghi bàn thắng quốc tế của Síp, một đội tuyển yếu, ở thời điểm đỉnh cao của những tên tuổi như Pelé, Johan Cruijff và Franz Beckenbauer không phải dễ dàng. Tuy vậy Kaiafas cũng ghi được 2 bàn trong 18 lần khoác áo đội tuyển.
Kaiafas giải nghệ vào tháng 5 năm 1984. Sự nghiệp của ông gắn liền với thời kì huy hoàng trong lịch sử câu lạc bộ Omonia với 7 chức vô địch quốc gia. Ông từng bày tỏ câu lạc bộ là gia đình thứ hai của mình.
Năm 2003 Kaiafas được bầu chọn là cầu thủ xuất sắc nhất của bóng đá Síp trong nửa thập kỉ và đại diện cho quốc gia mình nhận danh hiệu Cầu thủ vàng UEFA.
Con trai ông, Costas Kaiafas, là tiền vệ trong đội tuyển Síp và đội trưởng câu lạc bộ Omonia, kế tục sự nghiệp cha mình.

## Danh hiệu

### Câu lạc bộ
- AC Omonia
  - Vô địch quốc gia (9 lần): 1971-72, 1973-74, 1975-76, 1976-77, 1978-79, 1980-81, 1981-82, 1982-83, 1983-84
  - Cúp quốc gia (6): 1971-72, 1973-74, 1979-80, 1980-81, 1981-82, 1982-83
  - Siêu cúp quốc gia (5): 1979, 1980, 1981, 1982, 1983

### Cá nhân
- Vua phá lưới giải vô địch quốc gia Síp (8): 1971/72, 1973/74, 1975/76, 1976/77, 1978/79, 1979/80, 1980/81, 1981/82
- Chiếc giày vàng châu Âu: 1976
- Vận động viên Síp xuất sắc nhất năm (do các phóng viên Síp bình chọn) (2): 1976, 1978
- Cầu thủ vàng UEFA cho cầu thủ Síp xuất sắc nhất nửa thế kỉ: 2003
- Một trong hai vận động viên Síp xuất sắc nhất thế kỉ 20 (do Hiệp hội thể thao Síp bình chọn) (cùng với vận động viên điền kinh Stavros Tziortzis)